# Derde dynastie van Ur
| Geschiedenis van Mesopotamië |                                              |                                              |                                              |                                                                        |                                                                        |                                                                        |                                                                        |
| Prehistorisch Mesopotamië pre–3100 v. Chr. Hassunacultuur 6400-5800 Samarracultuur 5500-4800 Halafcultuur 5500-4500 Obeidcultuur 5500-4000 Urukperiode 4000-3100                              |                                              |                                              |                                              |                                                                        |                                                                        |                                                                        |                                                                        |
| Sumerië Jemdet Nasr-periode 3100-2900 Vroeg-dynastieke periode 2900-2350 Ebla 2500-2350 — Mari 2900- 1750 Akkadische Rijk 2350-2150 Guti-overheersing 2212–2120 Neo-Sumerische Rijk 2120–2004 |                                              |                                              |                                              |                                                                        |                                                                        |                                                                        |                                                                        |
| Tijd van Isin en Larsa 2004–1763 v. Chr. | Tijd van Isin en Larsa 2004–1763 v. Chr.     | Tijd van Isin en Larsa 2004–1763 v. Chr.     | Tijd van Isin en Larsa 2004–1763 v. Chr.     | Oud-Assyrische periode 2000–1756 v. Chr.                               | Oud-Assyrische periode 2000–1756 v. Chr.                               | Oud-Assyrische periode 2000–1756 v. Chr.                               | Oud-Assyrische periode 2000–1756 v. Chr.                               |
| Babylonië Oud-Babylonische Rijk 1750-1595 |                                              |                                              |                                              |                                                                        |                                                                        |                                                                        |                                                                        |
| Karduniaš 1590-1100 Midden-Babylonische Rijk | Karduniaš 1590-1100 Midden-Babylonische Rijk | Karduniaš 1590-1100 Midden-Babylonische Rijk | Karduniaš 1590-1100 Midden-Babylonische Rijk | Mitanni 15e eeuw Midden-Assyrische Rijk 1400-1200 Hanigalbat 1400-1200 | Mitanni 15e eeuw Midden-Assyrische Rijk 1400-1200 Hanigalbat 1400-1200 | Mitanni 15e eeuw Midden-Assyrische Rijk 1400-1200 Hanigalbat 1400-1200 | Mitanni 15e eeuw Midden-Assyrische Rijk 1400-1200 Hanigalbat 1400-1200 |
| Nieuw-Assyrische Rijk 900-609 |                                              |                                              |                                              |                                                                        |                                                                        |                                                                        |                                                                        |
| Nieuw-Babylonische Rijk 626-539 |                                              |                                              |                                              |                                                                        |                                                                        |                                                                        |                                                                        |
| Portaal Geschiedenis Portaal Mesopotamië |                                              |                                              |                                              |                                                                        |                                                                        |                                                                        |                                                                        |

De derde dynastie van Ur, ook bekend als het Neo-Sumerische Rijk en door historici gewoonlijk afgekort als Ur-III, ook in Nederlandse transcriptie gespeld als Oer, was een Sumerische dynastie uit de 21e tot 20e eeuw v.Chr. (ca. 2110–2002 volgens de middenchronologie), alsook aan een politieke staat die niet tot een stadstaat beperkt bleef maar zich ontwikkelde tot een rijk. De periode wordt ook wel aangeduid als de Sumerische Renaissance. Dankzij de vondst van ca. 100.000 kleitabletten uit de paleisadministratie is er vrij veel bekend over deze dynastie, die de gehele economie dirigeerde en de tempels in macht overvleugelde.
De derde dynastie van Ur werd de belangrijkste macht in Mesopotamië na enkele eeuwen van Akkadische en Gutische koningen. Het rijk beheerste de steden Isin, Larsa en Eshnunna, omvatte ook Elam en het huidige Syrië en zelfs in Byblos bevond zich een stadhouder van Ur-III.

## Geschiedenis
De derde dynastie van Ur kwam aan de macht na de val van het Akkadische Rijk. De periode tussen de laatste machtige koning van de Akkadiërs, Shar-Kali-Sharri, en de eerste koning van Ur-III, Ur-Nammu, is niet goed gedocumenteerd, maar de meeste assyriologen stellen dat er een korte "donkere tijd" was, gevolgd door een machtsstrijd tussen sterke stadstaten. Het weinige wat we weten over deze donkere tijd komt bovendien uit één bron, namelijk de stad Lagaš.  Op de koningslijst wordt Shar-Kali-Sharri gevolgd door twee of meer koningen van Akkad en zes uit Uruk, hoewel voor deze er geen namen overgeleverd zijn, noch zijn er enige objecten gevonden die de heerschappij van elk historisch bevestigen, uitgezonderd één enkel object van Dudu, de opvolger van Shar-Kali-Sharri na een interregnum van enige jaren. Het bewind van Akkad lijkt echter overgenomen te zijn door Gutische indringers uit het Zagrosgebergte, wier koningen voor een onbepaalde tijd heersten over Mesopotamië (sommige koningslijsten geven 124 jaar aan, andere 25). Aangezien dit volk analfabeet en nomadisch was, had hun heerschappij negatieve gevolgen voor zowel de landbouw als documentatie, en tegen de tijd dat zij verdreven werden was de regio ernstig verzwakt door hongersnoden en explosief gestegen voedselprijzen. Hun laatste koning, Tirigan, werd verdreven door Utu-Khengal uit Uruk, het begin van de "Sumerische renaissance".
Na de heerschappij van Utu-Khengal stichtte Ur-Nammu, oorspronkelijk een generaal, de Derde dynastie van Ur, maar de exacte gebeurtenissen rond zijn opkomst zijn onduidelijk. De Sumerische koningslijst stelt dat Utu-Khengal zeven jaar heerste (of 426, of 26 in andere kopieën), ook al is er maar één jaarnaam voor hem bekend, die van zijn troonsbestijging, hetgeen een kortere heerschappij suggereert.
Het is mogelijk dat Ur-Nammu oorspronkelijk een van zijn gouverneurs was. Er zijn twee stèles ontdekt in Ur die dit detail uit het leven van Ur-Nammu beschrijven. Sommige geleerden  houden vast aan de theorie dat Ur-Nammu een revolte tegen Utu-Khengal leidde, hem afzette, en met geweld de macht greep in de regio.
Een andere hypothese is dat Ur-Nammu een nauwe verwant was van Utu-Khengal, waarbij de eerste gevraagd zou zijn door de laatste om het bewind over de stad Ur over te nemen in zijn naam. Na vier jaar van heerschappij zou Ur-Nammu in belang gestegen zijn als de leider die de vorst van Lagash versloeg, waarbij hij eigenhandig de koning gedood zou hebben. Na deze slag lijkt Ur-Nammu de titel "koning van Sumer en Agade" verdiend te hebben.
De dominantie van Ur over het Neo-Sumerische Rijk werd geconsolideerd door de beroemde Codex van Ur-Nammu, waarschijnlijk de eerste van zulke codices uit Mesopotamië sinds die van Uruinimgina van Lagash, enkele eeuwen eerder.
Vele significante veranderingen in het rijk vonden plaats tijdens de heerschappij van Shulgi. Hij ondernam stappen in de centralisatie en standaardisatie van procedures in het rijk. Hem wordt tevens de standaardisatie van administratieve processen, archivering van documentatie, het belastingsysteem en de nationale kalender toegeschreven. Hij vestigde een staand leger van Ur. Shulgi was vergoddelijkt tijdens zijn leven, een eer die normaliter gereserveerd was voor dode koningen.
Met de val van de derde dynastie na de Elamitische invasie van 2004 v.Chr. (middelste telling) of 1940 v.Chr. (korte telling), viel Babylonië onder de invloed van de Amorieten. Volgens sommige geleerden dreef door klimaatverandering toegenomen droogte de nomadische Amorieten ertoe de steppen te verlaten om in de vruchtbare rivierdalen voedsel te kunnen verkrijgen.

## Betrekkingen met de buurlanden
Er is in deze tijd vrijwel niets uit de buurlanden bewaard gebleven dat een blik gunt op de interacties daarmee. De vorm van het spijkerschrift dat de latere Hettieten gebruikten, is echter duidelijk afgeleid van het Akkadische schrift zoals dit onder Ur III gebruikt werd. Dit wijst erop dat er via Syrië culturele betrekkingen geweest moeten zijn met Anatolië. 

## Architectuur
Een belangrijk element van de bouwkunst van Mesopotamië dat naar het schijnt in deze tijd zijn intrede deed was de ziggurat, hoewel er van de eerdere architectuur van het Akkadische Rijk niets bekend is en terrasvormige verhogingen voor cultische doeleinden al sinds de Obeidcultuur bekend zijn. In deze tijd kreeg de ziggurat echter zijn klassieke vorm en verscheen hij op veel plaatsen. Geen enkele daarvan is echter in zijn oorspronkelijke vorm behouden gebleven.

## Koningen
- Urgur
- Dungi I
- Dungi II
- Gimil-sin
- Ine-sin
- Ur-Nammu 2112-2090 v.Chr.
- Shulgi 2090-2047 v.Chr.
- Amar-Sin 2046-2038 v.Chr.
- Shu-Sin 2037-2029 v.Chr.
- Ibbi-Sin 2027-2004 v.Chr.